# 큐벳

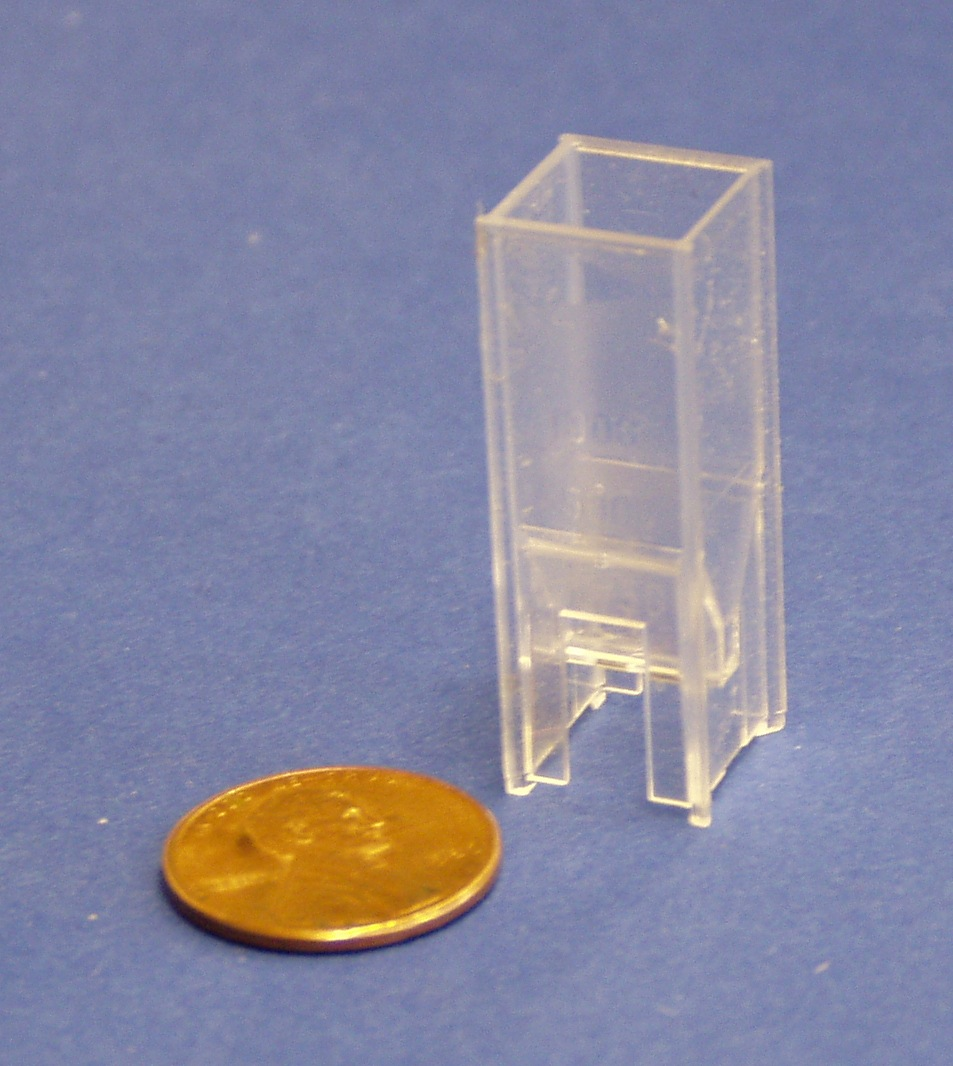
플라스틱 큐벳

큐벳(Cuvette)은 실험기구의 일종이다. 분광학 측정을 위해 견본을 보존하도록 설계되었다.
측면이 직선이고 단면이 원형 또는 정사각형인 작은 튜브 모양의 용기이다. 한쪽 끝이 밀봉되어 있으며 플라스틱, 유리 또는 용융 석영과 같은 투명하고 투명한 재료로 만들어진다. 큐벳은 샘플의 흡광도, 투과율, 형광 강도, 형광 편광 또는 형광 수명을 측정하기 위해 빛의 빔이 큐벳 내의 샘플을 통과하는 분광 측정을 위해 샘플을 고정하도록 설계되었다. 이 측정은 분광 광도계로 수행된다.